# Trachylepis variegata
Espèce
Synonymes
- Euprepes variegatus Peters, 1870
- Mabuya variegata (Peters, 1870)
- Mabuia varia var. longiloba Methuen & Hewitt, 1914

Trachylepis variegata est une espèce de sauriens de la famille des Scincidae.

## Répartition
Cette espèce se rencontre en Namibie, au Botswana, en Afrique du Sud, dans le sud du Mozambique, dans le sud de l'Angola, en Zambie et dans le nord-ouest du Zimbabwe.

## Publication originale
- Peters, 1870 : Förtekning pa de af J. Wahlberg i Damaralandet insamlade Reptilierna. Oefversigt Kongl. Vetenskaps-akademiens forhandlingar, vol. 26, no 7, p. 657-662 (texte intégral).